# Hesperomorpha collaris
Hesperomorpha collaris is een keversoort uit de familie bladkevers (Chrysomelidae). De wetenschappelijke naam van de soort werd in 1996 gepubliceerd door Kimoto.